# Габріель Вуазен
Габріе́ль Вуазе́н (фр. Gabriel Voisin, 5 лютого 1880, Бельвіль — 20 травня 1973, Озне) — французький піонер авіації, конструктор аеропланів та автомобілів, підприємець. Старший брат Шарля Вуазена.

## Біографія
Брати Вуазен виросли без батька, що покинув сім'ю. Мати перевезла дітей до діда, який володів фабрикою в Нойвілі, саме він і став головним вихователем хлопчиків. Після смерті діда Габріель здобув освіту в художній школі в Ліоні та в інженерній школі в Парижі.

### Ранні досліди

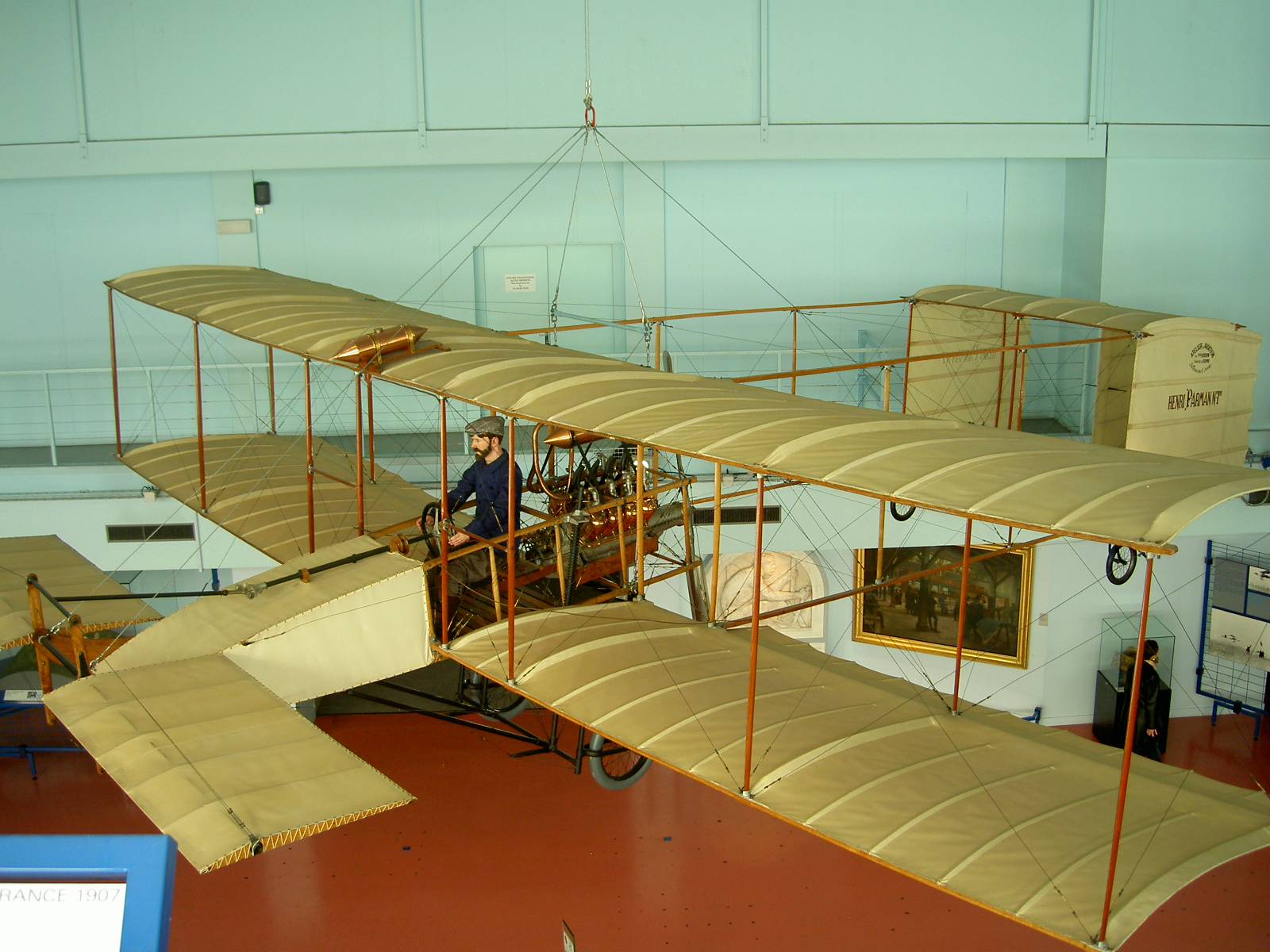
Макет літака Вуазена, на якому Анрі Фарман виконав кілометрове коло

1900 року Габріель Вуазен вперше зіткнувся з повітроплаванням, зустрівши Клемента Адера. Починаючи з 1904 року, брати спільно з Луї Блеріо експериментували з поплавковими планерами на Сені. Кошти на ці досліди надав паризький меценат Ернст Арчдікон, засновник Французького Аероклубу. У червні 1905 року за допомогою буксируваного моторного човна планер Вуазена піднявся на висоту 20 метрів і приводнився, Габріель заледве не потонув.
У 1906–1907 роках брати Вуазен побудували та випробували перший європейський аероплан, що справді був здатний літати (раніші конструкції Траяна Вуя та Альберто Сантос-Дюмон були здатні лише на короткочасні некеровані підскоки). 16 березня 1907 року Шарль Вуазен піднявся в повітря на новій машині, сконструйованої Габріелем за схемою біплана з штовхаючим гвинтом та передніми рулями висоти. Цей аероплан брати побудували на замовлення Леона Делагранжа, під вивіскою заснованої 1906 року фірми «Брати Вуазен».
13 січня 1908 року Анрі Фарман на аероплані Вуазена виконав замкнутий кілометрове коло і зміг приземлитися там само, де й злетів. Таким чином Фарман довів керованість машини, яка проте істотно поступалася конструкції братів Райт. Але на відміну від аероплана братів Райт, який для зльоту потребував особливу катапульту, біплан Вуазена, оснащений колесами, злітав самостійно. 1909 року держава визнала праці Вуазена, зробивши його в 29 років офіцером Почесного легіону.

### Серійні моделі

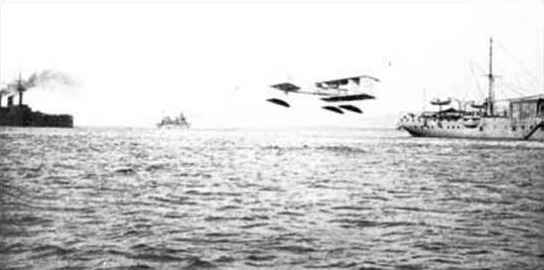
«Качка» Вуазена та плавбаза «Фудр» (праворуч)

Анрі Фарман не лише зробив аероплан Вуазена знаменитим, але й істотно удосконалив його, в тому числі обладнав елеронами, які Вуазен зберіг в його наступних машинах. 1910 року в небо полетів «Canard Voisin» — перший серійний літак, побудований за схемою «качки». Обладнавши його поплавками Анрі Фабра, Вуазен створив гідроплан, який 1912 року був взятий на озброєння ВМС Франції, ставши першим в світі літаком морського базування (на плавбазі «Фудр»).
1914 року було випущено Voisin III — двомісний одномоторний бомбардувальник-розвідник, який окрім кулемета мав до 150 кг бомб. У вересні 1914 року французи сформували перші спеціальні бомбардувальні ескадрильї з Voisin III; 5 жовтня 1914 року Voisin III збив у небі над Реймсом німецького розвідника — перша перемога французьких ВПС у Першій світовій війні.; 26 травня 1915 року 18 «Вуазенів» здійснили наліт на завод отруйних газів в Людвіґсгафені. Всього за роки війни лише у Франції випустили близько 800 машин цього типу і близько 300 Voisin V. У Росії «Вуазен» виробляли підприємства Лебедєва, Анатри й московський «Дукс»; на них літали Б. В. Сергієвський, М. В. Водоп'янов та інші льотчики.
Двомоторний біплан-бомбардувальник Voisin XII 1918 року в серію не пішов. Габріель Вуазен не зумів вчасно запропонувати швидкісні машини, і був відтиснутий від потоку військових замовлень успішнішими фірмами Луї Блеріо (SPAD), Луї Бреге (Breguet) та Густава Деляжа (Nieuport).

### Автомобілі

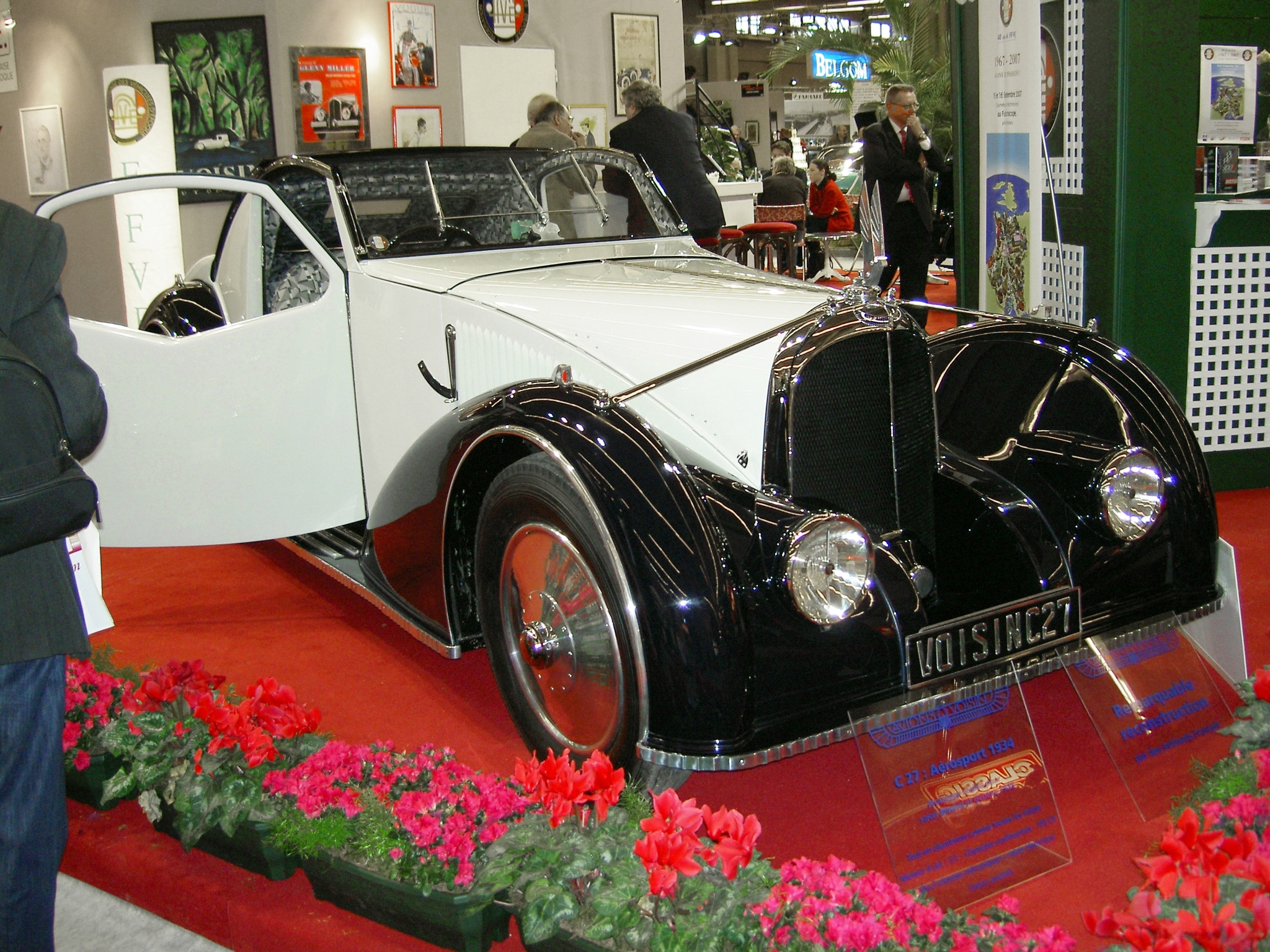
Voisin C27 Aerosport CoupeVoisin, 1934. Машина довжиною 4.6 м з триметровою базою та трилітровим мотором важила всього 1300 кг

Після війни Вуазен, що не бажав більше створювати знаряддя вбивства, взявся за проектування автомобілів. 1919 року він розгорнув у цехах колишнього авіаційного виробництва виготовлення автомобільних двигунів Найта, одночасно проектуючи автомобільні кузови. Як інженер з авіаційним досвідом і дизайнер, Вуазен широко використовував алюмінієві сплави, випускаючи автомобілі легкими, витонченими і при цьому доволі дорогими у виробництві. Серед його співробітників були такі особистості, як дизайнер Андре Тальмон («Ноель-Ноель»), співавтор кузовів Voisin, і Андре Лефевр — майбутній головний конструктор Citroën, автор проектів 2CV та «богині» Citroën DS.
1923 року Вуазен створив перший гоночний автомобіль з кузовом-монокок. Приблизно до 1930 року, поки власне моторне виробництво випускало слабкі 4-х і 6-циліндрові двигуни, машини Вуазен були відносно компактними; із проектом 12-циліндрового, 5-літрового мотора фірма перейшла в сегмент найрозкішніших та великих машин (Avions Voisin C25. 1934-1937). Однак після великої депресії ринок дорогих машин занепав, а водночас і фірма Вуазена; за його рекомендацією, Лефевр перейшов працювати до Renault, а Тальмон покинув фірму через «творчі розбіжності». 12-циліндровий мотор так і не пішов у серію: моделі 30-х років Вуазен комплектував 6-циліндровими рядними двигунами Найта.

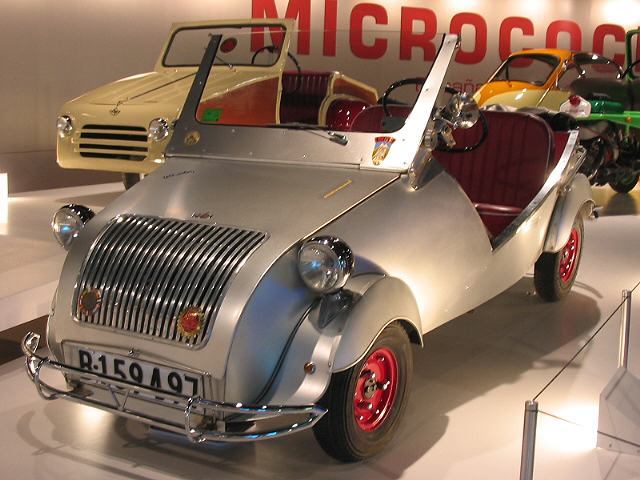
Іспанська Biscúter, 1954

1934 року Вуазен, не пов'язаний більш думкою партнерів-дизайнерів, відмовився від показних кузовів у стилі Ар Деко; на зміну їм прийшли низькі, «аеродинамічні», і ще дорожчі машини (Voisin С28 коштував на чверть дорожче за Bugatti 57). При цьому конструктор зміг утримати споряджену масу автомобіля завдовжки 4.8 м з триметровою базою та трилітровим мотором в межах 1150 кг.. Модель Avions Voisin V12L не пішла дальше прототипу.
1938 року «Avions Voisin» збанкрутувала; останнє базове шасі Вуазена, C28 з мотором Найта, було випущено у 1935 — 1937 роках тиражем 61 одиниця; найрозкішніший варіант цієї машини, Voisin C28 Saliot Cabriolet, був побудований лише у двох екземплярах, один з яких зберігся в США.
Після Другої світової війни Вуазен спроектував надмалий, наддешевий автомобільчик з одноциліндровим 200-кубовим моторчиком, який під ім'ям Biscúter був випущений 12-тисячною серією у франкістській Іспанії.
Впродовж життя Вуазен розробляв концепцію авто з розміщення коліс у формі дваманту, на що отримав патенти (1923-1967).
1960 роуц конструктор вийшов на пенсію. Помер 20 травня 1973 року в Озне.